# أسعد الشفتري
أسعد الشفتري، شغل منصب المسؤول الأمني في حزب القوات اللبنانية. وكان أحد المقربين من إيلي حبيقة. أعلن في العام 2000 اعتذاره للبنانيين عن ارتكاباته في الحرب الأهلية اللبنانية، ويكرس الآن جهوده لتشجيع التغيير وبناء السلام والمصالحة.